# اندیس جیمه
جیمه یک اندیس مصالح ساختمانی است که در حوالی شهر نطنز استان اصفهان قرار دارد و مادهٔ معدنی موجود در آن، تراورتن است.  